# Stephen Mix Mitchell
Stephen Mix Mitchell, född 9 december 1743, död 30 september 1835, var en amerikansk jurist, rättsvetenskapsman och statsman från Connecticut. Han representerade Connecticut i Kontinentala kongressen och i USA:s senat och var även domare.

## Tidigt liv
Mitchell föddes i Wethersfield, Connecticut. Han tog examen från Yale College 1763 och studerade sedan juridik. Han antogs till advokatsamfundet 1770 och började praktisera i Wethersfield 1772.

## Domare och politiska uppdrag
I maj 1779 antog han ett erbjudande om att bli domare i domstolen i countyt och slutade som advokat. Han var ordförande där från maj 1790. Han representerade Wethersfield i Connecticuts parlament ett flertal gånger mellan 1778 och 1783. Åren 1783, 1785, 1786, 1787 och 1788 var han delegat från Connecticut till Kontinentala kongressen.
När senatorn Roger Sherman avled 1793, utsåg guvernör Samuel Huntington Mitchell till senator för den återstående delen av mandatperioden. Han tjänstgjorde där till 1795.
Han kandiderade inte till återval till senaten 1794, utan återvände hem för att acceptera ett anbud om att bli domare i Superior Court (den lägsta instansen av delstatens domstolar) 1795. Han blev ordförande för domstolen 1807 och tjänstgjorde till dess han gick i pension på grund av ålder 1814.

## Senare år
Mitchell avled i sitt hem i Wethersfield den 30 september 1835. Han var farfar till författaren Donald Grant Mitchell.